# Roger Lefèvre
Pour les articles homonymes, voir Lefèvre.
Roger Lefèvre, né le 17 septembre 1907 à Sotteville-sur-Mer (Seine-Inférieure) et mort le 11 septembre 1981 à Nice, est un philosophe, universitaire et homme politique français. 
Militant socialiste et député Front populaire de la Charente-Inférieure, il s'illustre pendant la Seconde Guerre mondiale par son activité de résistant, après avoir été introduit aux milieux collaborationnistes parisiens.

## Biographie
Fils de professeur à l'École normale d'instituteurs de Caen, petit-fils d'instituteur, il réalise de brillantes études secondaires, consacrées par une réussite à l'agrégation de philosophie en 1932 (3e). Il est nommé dans la foulée professeur au lycée de Douai, puis, à la rentrée 1933, au lycée de Rochefort.
Militant à la Ligue des droits de l'homme et au parti socialiste, il commence une carrière politique locale, se faisant élire successivement conseiller d'arrondissement puis conseiller municipal de Rochefort en 1934. À l'issue des élections municipales de 1935, il est fait adjoint au maire nouvellement élu, Théodore Landré. Il fonde la section rochefortaise du Comité antifasciste et participe à l'établissement et la consolidation du Front populaire en Charente-Maritime.
Il se présente comme candidat SFIO aux élections législatives de 1936 dans l'arrondissement de Rochefort ; il est élu face à un radical hostile au Front populaire et un socialiste dissident. À la Chambre, c'est un défenseur ardent de la politique des gouvernements du Front populaire. Il est successivement membre de la commission de l'aéronautique puis de l'enseignement et des beaux-arts. En mai 1937, Léon Blum le charge d'une mission diplomatique aux États-Unis et en 1938 il aide au ravitaillement des républicains espagnols en se rendant personnellement à Barcelone.
Il est à l'origine de la proposition de loi portant changement de nom de son département d'élection de Charente-Inférieure en Charente-Maritime, adoptée par la Chambre des députés le 22 juin 1939, mise en application seulement à partir du 4 septembre 1941. 
Roger Lefèvre participe aux combats de la Seconde Guerre mondiale, notamment à la défense du canal de Charleroi puis de Dunkerque en juin 1940, en qualité de capitaine du 122e régiment d'infanterie. Après un rapatriement en Angleterre, il retourne en France pour prendre part aux combats sur le front normand, où il est fait prisonnier le 18 juin. Il s'évade assez vite pour rejoindre Vichy et prendre part à l'Assemblée nationale ; où il vote les pleins pouvoirs au maréchal Pétain, grandement influencé par l'éloge prononcé en introduction de la séance du 10 juillet par le président de la Chambre, Édouard Herriot.
Le gouvernement de Vichy le révoque du conseil municipal de Rochefort et de l'enseignement ; il décide alors d'entreprendre une thèse sur Descartes tout en apportant régulièrement, entre 1941 et 1943, sa collaboration à La France socialiste de René Château, député Front populaire de La Rochelle. L'appel pour le STO le 9 juillet 1943 l'amène à entrer en clandestinité et à changer de camp : il prend le maquis dans le Midi et participe aux combats pour la libération dans les Bouches-du-Rhône. 
À la Libération, il est exclu du parti socialiste et frappé d'inéligibilité du fait de son vote favorable le 10 juillet 1940, à Vichy. Il voit toutefois son inéligibilité relevée par le Jury d'honneur, « considérant que l’intéressé a effectivement participé à cette lutte, que notamment, il a pris part aux opérations des maquis de Provence, qu’il s’est courageusement conduit lors de la Libération d’Aix-en-Provence au cours de laquelle il a été blessé ».
Après la guerre, il reprend sa carrière d'enseignant et ses recherches à l'annexe de Saint-Cloud du lycée Hoche de Versailles en février 1945, puis au lycée Claude-Bernard à la rentrée d'octobre 1945. Docteur en philosophie, il poursuit sa carrière successivement au sein des universités d'Alger, Montpellier, Grenoble puis Lille. Il reprend une activité politique à Grenoble, étant élu conseiller municipal en 1959 ; il tentera par la suite une implantation dans les Hauts-de-Seine en 1967 et en 1973, sous l'étiquette FGDS.
Il meurt à Nice le 11 septembre 1981.

## Œuvres
- Raz de Marée, visions de la guerre, Paris, Baudinière, 1946.
- De nombreuses études sur divers aspects de la pensée de Descartes.

## Sources
- « Roger Lefèvre », dans le Dictionnaire des parlementaires français (1889-1940), sous la direction de Jean Jolly, PUF, 1960 [détail de l’édition].
- « Roger Lefèvre » dans le Dictionnaire biographique du mouvement ouvrier français, sous la direction de Jean Maitron et Claude Pennetier, Claude Pennetier, 1997.